# La ballata di Eva
La ballata di Eva è un film del 1986 diretto da Francesco Longo.

## Trama
Eva è una giovane donna napoletana che vive a Milano, sta per riunirsi alla sua figlia dodicenne, che aveva cresciuto sua nonna. La ragazzina però scompare in circostanze misteriose. Eva torna a Napoli e con coraggio e tenacia indaga, riuscirà a salvare la ragazzina, finita in un giro di baby-prostitute.